# Record Rio Preto
Record Rio Preto é uma emissora de televisão brasileira sediada em São José do Rio Preto, cidade do estado de São Paulo. Opera no canal 7 (42 UHF digital), e é uma emissora própria da Record. Transmite seu sinal para 198 municípios do norte, noroeste e oeste do estado.

## História
A emissora foi fundada em 15 de setembro de 1971 como TV Rio Preto, afiliada da Rede Tupi, inicialmente no canal 8 VHF, por um grupo de empresários de Uberlândia presididos por Edson Garcia. Em 1973, a emissora passa a pertencer ao empresário catanduvense Varlei Agudo Romão. Durante a década de 1970, a emissora fazia transmissões esportivas. Em meados de 1975, Amaury Jr. estreia no canal como apresentador de um game-show de estudantes e posteriormente como repórter cobrindo festas e eventos da cidade, seu carro-chefe na carreira.
Em 1978, a TV Rio Preto foi adquirida por Paulo Machado de Carvalho e Silvio Santos, proprietários da TV Record, passando a fazer parte da Rede Record. Na década de 1980, a emissora recebeu novos equipamentos e expandiu sua rede, instalando retransmissores por toda a região noroeste e oeste paulista. Em 1989, foi adquirida pelo empresário e bispo Edir Macedo junto com as emissoras de Franca e São Paulo.
Em 2 de dezembro de 2023, a Record Rio Preto passou a transmitir o sinal dela por satélite pelo sistema SAT HD Regional.
Em 13 de janeiro de 2025, a Record Rio Preto foi retirada do sistema Sat HD Regional.

## Sinal digital
| Canal virtual | Canal digital | Resolução de tela | Programação                                        |
| ------------- | ------------- | ----------------- | -------------------------------------------------- |
| 7.1           | 42 UHF        | 1080i             | Programação principal da Record Rio Preto / Record |

### Transição para o sinal digital
Com base no decreto federal de transição das emissoras de TV brasileiras do sinal analógico para o digital, a então RecordTV Rio Preto, bem como as outras emissoras de São José do Rio Preto, cessou suas transmissões pelo canal 7 VHF em 28 de março de 2018, seguindo o cronograma oficial da ANATEL.